# Margarita Mejía
Margarita Mejía es una escritora, poeta y fotógrafa colombiana, oriunda de Palmira del departamento de Valle del Cauca, egresada en el año 2000 como profesional en Comunicación Social y Periodismo de la Universidad Autónoma de Occidente de la ciudad de Cali. Posteriormente realizó una especialización en Fotografía en la Facultad de Artes de la Universidad Nacional de Colombia en el 2008.
Margarita se ha destacado como profesora, retratista para la revista SOHO, participaciones en producciones audiovisuales  y en un sinnúmero de proyectos, exposiciones y publicaciones de tipo cultural en el país. En la actualidad reside en la ciudad de Bogotá y trabaja como Fotógrafa de Proyectos Editoriales en el Instituto Distrital de Patrimonio Cultural de Bogotá.

## Premios y distinciones
- 2004. Mención de Honor. Categoría Paisaje. IX Concurso de Fotografía PREMIO TERMOFLORES. Barranquilla.
- 2001. Mejor Campaña gráfica. Premios NOVA de Publicidad en Colombia. Fotografías para la agencia DDB. Campaña La prensa Vende. Cliente: ANDIARIOS.
- 2000. Obra destacada. Título: Autorretrato en María Adelaida. II Bienal de Fotografía en Colombia - Medellín.
- 2000. Primer Premio en Testimonio Fotográfico. Concurso Andino Mujeres: imágenes testimonios. Museo de Arte Moderno Cuenca - Ecuador.